# Schizandrasca ussurica
Schizandrasca ussurica är en insektsart som först beskrevs av Vilbaste 1968.  Schizandrasca ussurica ingår i släktet Schizandrasca och familjen dvärgstritar. Inga underarter finns listade i Catalogue of Life.